# 竹中直人
竹中 直人（たけなか なおと、1956年〈昭和31年〉3月20日 - ）は、日本の俳優、映画監督、声優、タレント、コメディアン、歌手。
神奈川県横浜市金沢区出身。多摩美術大学美術学部デザイン科グラフィックデザイン専攻卒業。レディバード所属。多摩美術大学美術学部グラフィックデザイン学科客員教授。妻は元アイドル歌手、女優の木之内みどり。

## 来歴

### 生い立ち
神奈川県横浜市金沢区富岡にて、横浜市役所に勤務する地方公務員夫妻の一人息子として誕生する。
幼少期は家で一人遊びすることを好む内気な性格であったが、両親と共にしばしば映画鑑賞に足を運んでいたことなどがきっかけで映画業界に関心を持つようになる。横浜市立富岡小学校後、関東学院六浦中学校入学を機に、内気な性格を克服すべく習得したモノマネ芸で同級生からの注目が集まるようになる。関東学院六浦高等学校在籍時より自作で映画を撮るようになり、映画業界を本格的に志望するようになる。しかし、高校卒業前後に母親が肺結核により54歳で死去したため、父子家庭となった。
2浪して1976年に多摩美術大学美術学部デザイン科グラフィックデザイン専攻に入学。大学在学中は「映像演出研究会」に所属。8ミリ映画の制作に没頭し、監督から出演までこなす。この時に地蔵が首を振って笑う「首振り地蔵の怪」という短編映画を撮影したが、皆に作品を馬鹿にされたため、「（笑いながら）ふざけんじゃねぇ、コノヤロー」と言ったところ大爆笑となったことが、のちに40年以上続く十八番ネタ“笑いながら怒る人”の起源となる。
大学在学中の1977年、『ぎんざNOW!』（TBS）の「素人コメディアン道場」で第19代チャンピオンに輝く。その後、『TVジョッキー』（日本テレビ系）の素人参加コーナーにてモノマネ芸でチャンピオンとなり注目される。1979年12月に、『欽ちゃんの仮装大賞』の第一回でモノマネを披露（タイトルは「松田優作のドラキュラ」）、番組初の不合格となる。
また大学生時代、在学していた大学がテレビドラマ『ゆうひが丘の総理大臣』のロケの舞台になっていた関係で、同作の撮影の合間に井上純一ら生徒役の出演者の前に出て来てよくものまね芸を披露していたこともあった。
大学在学中に自主映画の製作に携わったことで俳優を志し、1980年に卒業後、「洋モノ」をやらないとの理由で劇団青年座に入団する。

### 芸能界入り後の活動

#### コメディアンとして
俳優だけでは一生食べていけないと感じ始めていた折にプロダクション人力舎の玉川善治から声を掛けられて、1983年、テレビ朝日『ザ・テレビ演芸』のオーディションコーナー「飛び出せ!笑いのニュースター」に出演してグランドチャンピオンになり、デビュー。普段は辛口な評論をする司会の横山やすしから絶賛され、その後バラエティ番組に多数出演する。1985年にはシティーボーイズ、いとうせいこう、宮沢章夫らと演劇/コントユニット「ラジカル・ガジベリビンバ・システム」（RGS）を結成。
『東京イエローページ』（1989年 - 1990年）、『竹中直人の恋のバカンス』（1994年 - 1995年）、『デカメロン』（1997年）など、竹中を中心としたコント番組も放映されている。

#### 俳優として
映画やテレビドラマも当初は脇役での奇矯な演技が多かった（『痴漢電車・下着検札』〈1984年〉準主演では、全演技を得意の松本清張と松田優作の物真似で通している）が、次第にシリアスな役、小市民、悪役などへも役柄を広げていった。
劇団青年座を1990年に退団後、劇作家の岩松了と舞台「竹中直人の会」を開始、2002年までほぼ一年に一度のペースで公演を行う。
1996年、NHK大河ドラマ『秀吉』で主演の豊臣秀吉役に抜擢され、平均視聴率30.5%、最高視聴率37.4%の高視聴率を記録するヒット作となった。その後、『熊本物語「おんな国衆一揆」』（2002年）、テレビ朝日テレビドラマ『敵は本能寺にあり』（2007年12月放送）、18年後のNHK大河ドラマ『軍師官兵衛』（2014年放送）、ゲーム『仁王2』（2020年発売・声優としてのちの豊臣秀吉である藤吉郎役）、映画『もしも徳川家康が総理大臣になったら』（2024年7月公開）と6度にわたって秀吉を演じている。また、2006年には豊臣秀吉をモチーフにして竹中が声を担当したパチスロ機「竹中直人のパチスロ太閤記」も制作されている。
1999年、従来から形態模写の対象としていた遠藤周作を主人公としたTBSドラマ『夫の宿題』（遠藤夫人の回顧録が原作）に遠藤周作役で出演。
ドラマでは外国人役で起用される場合もある（『神の雫』、『のだめカンタービレ』など）。
周防正行、三池崇史、石井隆らに常連起用されている。

#### 映画監督として
1991年、つげ義春の漫画『無能の人』を映画化する際、奥山和由に才能を見出されて主演を務めると共に監督にも抜擢され、同作が監督デビュー作となった。
その後も『サヨナラCOLOR』（2005年）など複数の作品の監督を手がけている。

#### その他の活動

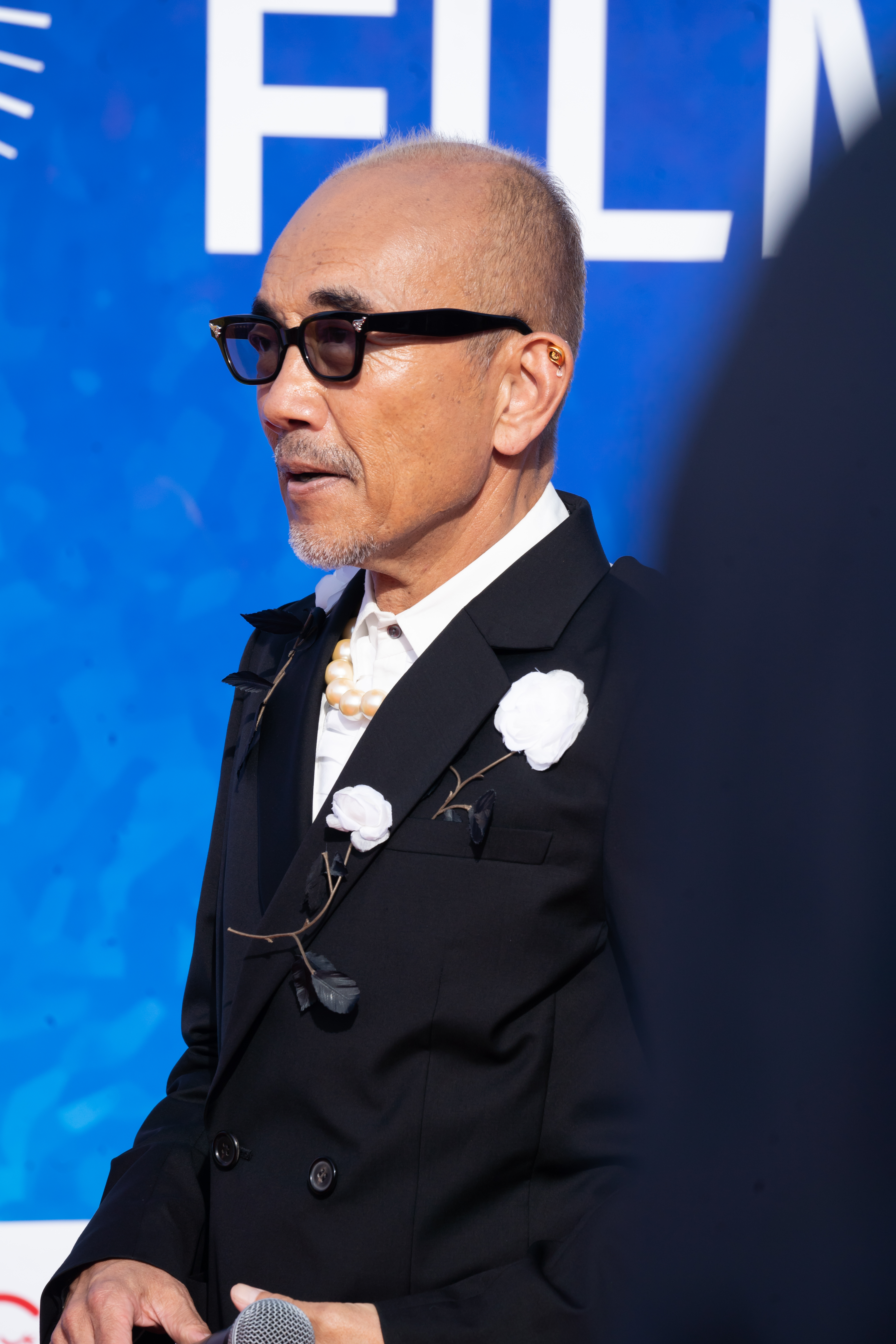
2023年5月、横浜国際映画祭にて

雑誌『キネマ旬報』に連載のエッセイ「少々おむづかりのご様子」が1992年のキネマ旬報読者賞を受賞するなど、エッセイストとして文筆活動を行う。
2004年には『唐辛子なあいつはダンプカー！』で初めて舞台の演出も手掛ける。
歌手としても高橋幸宏プロデュースのアルバム『MERCI BOKU』、『イレイザーヘッド』などを発表。2006年7月、竹中直人&ワタナベイビーとして、「今夜はブギー・バック」をカバー（プロデュース・スチャダラパー）。
その他様々なラジオのパーソナリティやバラエティ番組などの司会を担当している。
2006年4月、母校である多摩美術大学美術学部グラフィックデザイン学科客員教授に就任。本人の公式ホームページで、2010年4月11日に初めて明かした。
2012年、フランス観光親善大使に就任する。
2021年7月23日の東京オリンピックの開会式への出演を辞退した。1985年発売のビデオの内容が視覚障害者を揶揄すると批判されて謝罪したことがあるため、竹中側から辞退を申し出た。
2022年6月3日に開催された「金沢百万石まつり」で、前田利家を演じた。

## 人物
幼少期はフランケンシュタインの怪物などのモンスターがヒーローであったといい、強くなくどこか屈折したものに憧れたという。また、『帰ってきたウルトラマン』などの暗い照明の作品が好きであるという。
スケジュール以外では仕事を断らない。話の流れを知ってて演じるのが嫌い。明日のことを分からないで生きているのに、演じるときに把握してるのが嫌で台本は読み込まない。
アクション作品の憧憬として、竹中のルーツはブルース・リーと指摘されているが、本人は心に残るアクションスターに千葉真一を挙げている。

### 交友
竹中は『TVジョッキー』でとんねるずの石橋貴明と出会い、以後親交が続いている。
明石家さんまに自身が大好きだという泉昌之の『かっこいいスキヤキ』を渡したことがある。
『孤独のグルメ』の原作者・久住昌之とは30年来の親交があり、ドラマ化されるずっと以前より久住に「監督したい」と話していた。
政治家の関裕通（元川口市議会議長）は元マネージャーである。

### 家族
母方の家族は1942年に発生した横浜港ドイツ軍艦爆発事件の被害者遺族であった（事故に巻き込まれて死亡した行商人の一人が竹中の実の母方の祖父であった）が、竹中自身は母の存命時はこの事実を知ることはなかった。
1989年の劇団青年座『写楽考』の海外公演でスペインに約1か月間滞在中、偶然出会った元アイドル歌手・女優の木之内みどりをお気に入りの喫茶店に誘ったことをきっかけに結婚相手として意識し、仕事でニューヨークへ向かった木之内を追いかけて同地にてプロポーズ。1990年に結婚した。木之内との間に同年に一女を、1997年に一男をもうけている。

## 出演

### 映画
- 痴漢電車 下着検札（1984年、新東宝）- 松木清張 役（竹中ナオト 名義）
- ロケーション（1984年、松竹） - ダボ 役
- 夕ぐれ族（1984年、にっかつ） - 宇津井 役
- テラ戦士Ψ BOY（1985年、東映） - マルイ 役
- 薄化粧（1985年、松竹） - 氏家正肋 役
- 十手舞（1986年、松竹） - 同心柿崎 役
- ベッドタイムアイズ（1987年、日本ヘラルド映画） - 柳（華僑）役
- 吉原炎上（1987年、東映） - 桜田紅洋 役
- 風のあるぺじお（1987年）
- 永遠の1/2（1987年、東宝） - 久保 役
- 私をスキーに連れてって（1987年、東宝） - 所崎 役
- 天使のはらわた 赤い眩暈（1988年、にっかつ） - 主演・村木 役
- 木村家の人びと（1988年、ヘラルド・エース） - 隠れクズ屋 役
- 噛む女（1988年、にっかつ） - 上村 役
- クレイジーボーイズ（1988年、松竹富士） - 少年院の教官 役
- 226（1989年、松竹富士） - 磯部浅一 役
- 危ない話 第一話「ツタンカーメン王の呪い」（1989年、CBSソニーグループ） - 吉田茂 役
- バカヤロー!2 幸せになりたい。 第三話「新しさについていけない」（1989年、松竹）
- ファンシイダンス（1989年、大映） - 北川光輝 役
- 丹波哲郎の大霊界2 死んだらおどろいた!!（1990年、松竹富士） - 刑事 役
- 宇宙の法則（1990年、大映） - 佐久間 役
- オクトパスアーミー シブヤで会いたい（1990年） - 警官 役（特別出演）
- BEST GUY（1990年、東映） - 航空管制官 役
- 陽炎（1991年、バンダイ・松竹） - 安五郎 役
- ヒルコ 妖怪ハンター（1991年、松竹富士） - 八部高史 役
- ふたり（1991年、松竹） - 医師 役
- 無能の人（1991年、松竹富士） - 助川助三 役 ※兼監督
- シコふんじゃった。（1992年、東宝） - 青木富夫 役
- 夢の涯てまでも（1991年、ドイツ・アメリカ・日本・フランス・オーストラリア映画） - カプセルホテル従業員 役
- 死んでもいい（1992年、アルゴプロジェクト） - 30代のオカマ 役
- ヌードの夜（1993年、ヘラルド・エース） - 主演・紅次郎（村木） 役
  - ヌードの夜/愛は惜しみなく奪う（2010年10月、クロックワークス） - 同上
- BE-BOP-HIGHSCHOOL（1994年、東映） - 山村先生 役
- RAMPO（1994年、松竹=松竹富士） - 主演・江戸川乱歩 役
  - 黛監督版
  - 奥山監督版
    - インターナショナル・バージョン（1995年）
- 夜がまた来る（1994年、アルゴ・ピクチャーズ） - 娼婦のヒモ 役
- 119（1994年、松竹） - 津田達哉 役 ※兼監督
- トイレの花子さん（1995年、松竹） - ヒロシの父 役
- EAST MEETS WEST（1995年、松竹=松竹富士） - 為次郎（トミー）役
- GONIN（1995年、松竹） - 荻原昌平 役
  - GONIN2（1996年、松竹） - 銃砲店店員 役
  - GONIN サーガ（2015年9月26日） - 明神 役[35]
- 写楽（1995年、松竹＝松竹富士） - 大田南畝 役
- 四姉妹物語（1995年、松竹）
- Shall we ダンス?（1996年、東宝） - 青木富夫 役
- HAPPY PEOPLE（1997年、ゼアリズ＝バップ） - 一場面のみ出演
- 東京日和（1997年、東宝） - 主演・島津巳喜男 役 ※兼監督
- 鉄と鉛（1997年、東映）
- アンドロメディア（1998年、松竹） - 黒澤 役
- 岸和田少年愚連隊 望郷（1998年、松竹） - 中場俊夫 役
- のど自慢（1999年、東宝=シネカノン） - 近藤 役
- 完全なる飼育シリーズ
  - 完全なる飼育（1999年、東京テアトル） - 主演・岩園貞義 役
  - 完全なる飼育 愛の40日（2001年、キネマ旬報社） - 赤井誠一 役
  - 完全なる飼育 香港情夜（2002年、アートポート） - 橋本裕司 役
  - 完全なる飼育 秘密の地下室（2003年、アートポート） - 正村 役
  - 完全なる飼育 女理髪師の恋（2004年、セディックインターナショナル） - 育夫 役
  - 完全なる飼育 メイド、for you（2010年、ゴー・シネマ） - 平良 役
  - TAP 完全なる飼育（2013年、セディックインターナショナル）
  - 完全なる飼育 etude（2020年11月27日公開） - 後藤田義政 役
- 日本黒社会 LEY LINES（1999年） - ウォン 役
- 共犯者（1999年、東映） - 主演・カルロス・シロウ・ヒラタ 役
- 双生児（1999年、東宝） - 富豪 役
- フリーズ・ミー（2000年、日活） - 馬場実 役
- 三文役者（2000年、近代映画協会） - 主演・タイちゃん（殿山泰司） 役
- 連弾（2000年、松竹） - 主演・佐々木正太郎 役 ※兼監督
- Stereo Future SF episode 2002（2001年、東北新社） - 高山龍太郎 役
- 天国から来た男たち（2001年、日活＝ハマーズ） - 謎の男 役
- RED SHADOW 赤影（2001年、東映） - 白影 役
- ウォーターボーイズ（2001年、東宝） - 磯村 役
- 千年の恋 ひかる源氏物語（2001年、東映） - 明石の入道 役
- 助太刀屋助六（2002年、東宝） - カタキ 役
- およう（2002年、松竹） - 伊藤晴雨 役
- ミスター・ルーキー（2002年、東宝）
- ピンポン（2002年、アスミック・エース） - 小泉丈 / バタフライジョー 役
- TRICK 劇場版（2002年、東宝） - 神001番 役
- ラストシーン（2002年、オズ＝オムロ）
- 恋に唄えば♪（2002年、東映） - 壺男（魔法使い） 役
- カタクリ家の幸福（2002年）
- 熊本物語（2002年、監督：三池崇史） ※全国公開オムニバス映画
  - 鞠智城物語 防人たちの唄（1998年） - ナレーター ※熊本限定公開
  - おんな国衆一揆（2002年） - 豊臣秀吉 役
- 青の炎（2003年、東宝） - 私書箱の男 役
- あずみ（2003年、東宝） - 加藤清正 役
  - あずみ2 Death or Love（2005年、東宝） - 同上
- スパイ・ゾルゲ（2003年、東宝） - 東條英機 役
- 恋人はスナイパー 劇場版（2004年、東映） - コー村木 役
- スウィングガールズ（2004年、東宝） - 小澤忠彦 役
- 妖怪大戦争（2005年、松竹） - 油すまし 役
- サヨナラCOLOR（2005年、ザジフィルムズ） - 主演・佐々木正平 役 ※兼監督
- ピーナッツ（2006年、コムストック） - 飲み屋の客 役
- キャッチ ア ウェーブ（2006年、ワーナー）[36] - デューク川原 役
- 男はソレを我慢できない（2006年、キネティック） - DJタイガー 役
- 大奥（2006年、東映） - 谷口新八 役
- それでもボクはやってない（2007年、東宝） - 青木富夫 役
- あなたを忘れない（2007年、ソニー・ピクチャーズ） - 平田一真 役
- ゲゲゲの鬼太郎（2007年、松竹） - そば屋店主 役
- グミ・チョコレート・パイン（2007年、東京テアトル） - 賢三の父の友人 役
- 人が人を愛することのどうしようもなさ（2007年、東映ビデオ） - 葛城 役
- 夜の上海（2007年、松竹）
- 映画 クロサギ（2008年、東宝） - 石垣徹 役
- ポストマン（2008年、ザナドゥー） - 番（綱元）役
- ぼくたちと駐在さんの700日戦争（2008年、GAGA） - 親方 役
- 僕の彼女はサイボーグ（2008年、GAGA） - 大学教授 役
- 花より男子F（2008年） - ホテル従業員 役
- TOKYO!『シェイキング東京』（2008年、ビターズ・エンド） - ピザ屋店長 役
- 20世紀少年 第1章（2008年、東宝） - ピエール一文字 役
- まぼろしの邪馬台国（2008年、東映） - 宮崎康平 役
- ハッピーフライト（2008年、東宝） - 乗客 役
- 今度の日曜日に（2009年、ディーライツ） - 神藤光司 役
- 新宿インシデント（2009年、ショウゲート） - 北野刑事 役
- 山形スクリーム（2009年、GAGA） - 山崎田内左衛門 役 ※兼監督
- ロボゲイシャ（2009年、角川映画） - 金井老人 役
- 僕らのワンダフルデイズ（2009年11月7日、角川映画） - 藤岡徹（ボーカル）役
- のだめカンタービレ 最終楽章（前編/2009年12月19日、後編/2010年4月17日、東宝） - フランツ・フォン・シュトレーゼマン 役
- 戦闘少女 血の鉄仮面伝説（2010年5月22日、東映ビデオ） - 防衛省長官・小清水 役
- シュアリー・サムデイ（2010年7月17日、松竹） - 喜志建夫 役
- BECK（2010年9月4日、松竹） - 千葉のバイト先の従業員 役（特別出演）
- 忍たま乱太郎（2011年7月、ワーナー・ブラザース映画） - 海松万寿烏 役
- 一命（2011年10月15日、松竹） - 田尻 役
- 電人ザボーガー（2011年10月15日、キングレコード=ティ・ジョイ） - 大門勇博士 役
- ロボジー（2012年1月14日、東宝） - 一場面のみ出演
- エイトレンジャー（2012年7月28日、東宝） - 東浦正幸 役
- インターミッション（2013年2月23日　監督：樋口尚文）
- 天心（2013年） - 主演・岡倉天心 役
- ケンとメリー 雨あがりの夜空に（2013年） - マレーシアにいる娘（北乃きい）の結婚に反対する父親役（深作健太監督）
- くちづけ（2013年5月25日、東映） - 阿波野幸助（いっぽん） 役
- 謎解きはディナーのあとで（2013年、土方政人監督） - 高円寺健太　役
- ジェリー・フィッシュ（2013年、監督:金子修介） - 宮下伸弘 役
- 甘い鞭（2013年、監督：石井隆） - 醍醐 役
- ペコロスの母に会いに行く（2013年、監督：森﨑東）
- ジャッジ!（2014年1月11日、監督：永井聡）
- THE NEXT GENERATION -パトレイバー- episode3「鉄拳アキラ」（2014年5月31日、松竹メディア事業部） - 謎の中年オヤジ 役
- 舞妓はレディ（2014年9月13日、東宝、監督：周防正行） - 青木富夫 役
- お江戸のキャンディー（2015年） - 菊之丞 役
  - お江戸のキャンディー2 ロワゾー・ドゥ・パラディ（天国の鳥）篇（2017年） - 都夏申助 役
  - 遮那王 お江戸のキャンディー3（2019年） - 平清盛 役
- 天空の蜂（2015年9月12日） - 芦田警察庁長官 役[37]
- びったれ!!!（2015年11月28日） - 伊武制覇（努の父親） 役
- 海難1890（2015年12月5日、東映） - 工藤 役
- 仮面ライダーシリーズ（東映） - 仙人 役
  - 仮面ライダー×仮面ライダー ゴースト&ドライブ 超MOVIE大戦ジェネシス（2015年12月12日）[38]
  - 仮面ライダー1号（2016年3月26日）
  - 劇場版 仮面ライダーゴースト 100の眼魂とゴースト運命の瞬間（2016年8月6日）
- Filmusic in 中川運河・夏「ドラムマンz バチがもたらす予期せぬ出来事」（2015年12月12日、監督：田中要次） - 顔が豹変した女神 役
- マンハント（<中国>監督：ジョン・ウー、2017年、日本では2018年2月9日公開） - 伊藤 役
- 風の色（2018年1月26日） - 「フーディーニ」マスター 役[39]
- レオン（2018年2月23日、ファントム・フィルム） - 朝比奈玲男 役
- 飢えたライオン（2018年9月15日、キャットパワー） - 校長先生 役
- 心魔師（2018年10月27日、アルタミラピクチャーズ）
- 走れ!T校バスケット部（2018年11月3日、東映） - 合宿所の管理人 役 [40]
- アウト&アウト（2018年11月16日、ショウゲート） - 情報屋 役
- 一夜再成名（2018年公開、香港映画） - 演歌歌手の夫 役[41]
- 翔んで埼玉（2019年2月22日、東映） - 神奈川県知事 役[42]
- サムライマラソン（2019年2月22日、ギャガ） - 栗田又衛門 役[43]
- 麻雀放浪記2020（2019年4月5日、東映） - クソ丸 役[44]
- 映画 としまえん（2019年5月10日、東映ビデオ）
- モデル 雅子 を追う旅（2019年7月26日 - 8月1日 : UPLINK吉祥寺にて1週間限定公開。その後、全国順次公開） - インタビュー出演[45]
- どすこい!すけひら（2019年11月1日、アークエンタテインメント） - 横濱健二 役
- カツベン!（2019年12月13日 東映） - 青木富夫 役
- 一度死んでみた（2020年3月20日、松竹） - 坊主 役
- 燃えよデブゴン TOKYO MISSION（2021年1月1日、Twin） - 遠藤警部 役[46]
- きまじめ楽隊のぼんやり戦争（2021年3月26日、ビターズ・エンド） - 大木 役
- しあわせのマスカット（2021年5月14日、BS-TBS） - 秋吉伸介 役[47]
- あなたの番です 劇場版（2021年12月10日、東宝） - 床島比呂志 役[48]
- 極主夫道 ザ・シネマ（2022年6月3日、ソニー・ピクチャーズ エンタテインメント） - 江口菊次郎 役[49][50][51]
- 破戒（2022年7月8日、東映ビデオ）[52]
- まくをおろすな!（2023年1月20日、ショウゲート） - 松尾芭蕉 役[53][54]
- 唄う六人の女（2023年10月27日、ナカチカピクチャーズ / パルコ）[55]
- DAUGHTER（2023年12月15日、SAIGATE） - 主演・遠野晴人 役[56]
- 青春ジャック 止められるか、俺たちを2（2024年3月15日、若松プロダクション） - 本人 役[57]
- 家出レスラー（2024年5月17日、ブシロードムーブ） - グッシー大串 役[58]
- もしも徳川家康が総理大臣になったら（2024年7月26日、東宝） - 豊臣秀吉 役[59]
- マンガ家、堀マモル（2024年8月30日、ナカチカピクチャーズ） - 倉田 役[60]
- はじまりの日（2024年10月11日、ソニー・ピクチャーズ エンタテインメント） - 矢吹 役[61]
- 雨の中の慾情（2024年11月29日、カルチュア・パブリッシャーズ） - 尾弥次 役[62]
- ウルトラマンアーク THE MOVIE 超次元大決戦！光と闇のアーク（2025年2月21日） - 宇宙賢者ディグル星人サスカル 役[63][64]
- Demon City 鬼ゴロシ（2025年2月27日、Netflix） - 河野春夫 役[65]
- 裏社員。-スパイやらせてもろてます‐（2025年5月2日、松竹） - 兵頭平八 役[66]
- 満天の星の下で（2025年公開予定、Atemo） - ブラトップ和尚 役[67]

### テレビドラマ
- 火曜サスペンス劇場 （日本テレビ）
  - バレンタインデー殺人事件（1984年）
  - 死ぬ前にすべき二、三の事柄（1988年）
  - 殺意の団欒（1990年） - 加納 役
- 月曜ドラマランド （フジテレビ）
  - 元祖おじゃまんが山田くん（1984年）
  - ゲゲゲの鬼太郎（1985年） - ねずみ男 役
  - おそ松くん イヤミ・チビ太の板前一本勝負（1985年） - ダヨーン 役
  - 藤子不二雄の赤毛のアン子（1986年）
- ドラマ人間模様（NHK総合）
  - 恋の華 白蓮（1985年） - 西尾 役
- 毎度おさわがせします2（1985年 - 1986年、TBS） - 風間平治 役
- 銀河テレビ小説（NHK総合）
  - まんだら屋の良太（1986年） - 逆さラッキョ 役
- 太陽にほえろ! 第682話「揺れる命」（1986年、日本テレビ） - 太田 役
- サラリーマン教室（1986年、TBS）
- セーラー服反逆同盟（1986年、日本テレビ）
- 月曜サスペンスシリーズ（関西テレビ）
  - 西村京太郎サスペンス 手を拍く猿（1986年12月1日）
  - 阿刀田高サスペンス 趣味を持つ女（1990年7月9日）
- なんて素敵にジャパネスク（1986年、日本テレビ）
- 西田敏行の泣いてたまるか 最終話「大当たり・これっきり」（1987年、TBS）
- 金曜女のドラマスペシャル 寝台特急はやぶさの女（1988年1月9日、フジテレビ）
- 水曜ドラマスペシャル それゆけ孔雀警視（1987年4月22日、TBS）
- 若大将天下ご免!（1987年、テレビ朝日）
- こんな学園みたことない!（1987年、よみうりテレビ）
- 土曜ワイド劇場 牟田刑事官事件ファイル8（1988年、テレビ朝日） - 横山刑事 役
- 結婚してシマッタ!（1988年、TBS） - 東山 役
- 裸の大将 （関西テレビ、フジテレビ / 東阪企画）
  - 第29話「清と雲とひまわりと」（1988年） - 保 役
  - 第62話「イルカに乗った清」（1993年） - 杉浦毅 役
- 愛し方がわからない（1989年、TBS） ｰ 阿川忠次 役
- 坂本龍馬（1989年、TBS） - 岡田以蔵 役
- ゴリラ・警視庁捜査第8班 第46話「命、燃えつきても」（1990年、テレビ朝日） - 皆川 役
- 世にも奇妙な物語（フジテレビ）
  - プリズナー（1991年1月31日）
  - 切腹都市（ハラキリシティー）（1991年5月30日） - 加藤部長 役
- 源義経（1991年、日本テレビ） - 土佐坊昌俊 役
- 土曜ドラマ（NHK総合）
  - 地球をダメにする50のかんたんな方法（1992年） - 畑正男 役
  - 夏目漱石の妻（2016年9月 - 10月） - 塩原昌之助 役
  - 正義の天秤（2021年9月25日 - 10月23日） - 西園寺清隆 役[68]
  - 正義の天秤 season2（2023年5月6日 - 6月3日）[69][70]
- 新春ワイド時代劇（テレビ東京）
  - 豊臣秀吉 天下を獲る!（1995年） - 徳川家康 役
  - 壬生義士伝〜新選組でいちばん強かった男〜（2002年） - 斎藤一 役
  - 天下騒乱〜徳川三代の陰謀（2006年） - 山野辺義忠 役
- 大河ドラマ（NHK総合）
  - 秀吉（1996年） - 豊臣秀吉 役[71]
  - 軍師官兵衛（2014年） - 豊臣秀吉 役
  - 青天を衝け（2021年） - 徳川斉昭 役[72]
- 恋のためらい（1997年、TBS） - 主演・菊地昭夫 役
- 坊さんが行く（1998年、NHKプレミアム） - 主演・大山竜一 役
  - 坊さんが行く2（1999年、NHKブレミアム） - 同上
- ほんとにあった怖い話（フジテレビ）
  - 深夜病棟（1999年8月27日）
  - 黒い日常（2015年8月29日） - 江原部長 役
- ヤマダ一家の辛抱（1999年、TBS） - 主演・山田一郎 役
- 夫の宿題（1999年、毎日放送・TBS） - 主演・遠藤周作 役
- 伝説の教師（2000年、日本テレビ）
- ストレートニュース（2000年、日本テレビ）
- 菜の花の沖（2000年、NHK BShi） - 高田屋嘉兵衛 役
- ナイトドラマスペシャル 爆笑問題のおバカな人々「ラッキーな男」（2000年9月29日）
- 怪談百物語（2002年、フジテレビ） - 蘆屋道三役
- 日曜劇場 GOOD LUCK!!（2003年、TBS） - 内藤ジェーン 役
- 東京ラブ・シネマ（2003年、フジテレビ）
- WATER BOYS（2003年、フジテレビ）
- ライオン先生（2003年、よみうりテレビ） - 主演・高村雄介 役
- 流転の王妃・最後の皇弟（2003年、テレビ朝日） - 甘粕正彦 役
- 奥さまは魔女（2004年、TBS）
- 連続テレビ小説 天花（2004年、NHK総合）
- 相棒 Season 3（2004年） - 海音寺菊生 役
- 徳川綱吉 イヌと呼ばれた男（2004年、フジテレビ） - 吉良上野介 役
- あいくるしい（2005年、TBS）
- ボイスレコーダー〜残された声の記録〜ジャンボ機墜落20年目の真実（2005年、TBS） - 主演・藤田日出男 役
- 戦国自衛隊・関ヶ原の戦い（2006年、中京テレビ） - 石田三成 役
- 都立水商!（2006年3月、日本テレビ） - 矢倉茂夫 役
- 赤い奇跡（2006年4月、TBS）
- タイヨウのうた（2006年、TBS）
- のだめカンタービレ（2006年10月 - 12月、フジテレビ） - フランツ・フォン・シュトレーゼマン 役
  - のだめカンタービレ in ヨーロッパ（2008年1月） - 同上
- 東京タワー 〜オカンとボクと、時々、オトン〜（2006年11月、フジテレビ） - 輪島 役
- ホテリアー（2007年4月 - 6月、テレビ朝日） - 森本正和 役
- 島根の弁護士（2007年、フジテレビ） - 山崎晴雄 役
- ファースト・キス（2007年、フジテレビ）
- 点と線（2007年11月、テレビ朝日） - 石田芳男 役
- 敵は本能寺にあり（2007年12月、テレビ朝日） - 羽柴秀吉 役
- 4姉妹探偵団（2008年、テレビ朝日） - 佐々本周平 役
- 裸の大将 山梨編〜富士山にニセモノが現われたので（2008年10月18日、フジテレビ） - 仲田吾一 役
- 神の雫（2009年1月、日本テレビ） - 土肥ロベール 役
- 坂の上の雲（2009年11月 - 2011年12月25日、NHK総合） - 小村寿太郎 役
- 古代少女ドグちゃん（2009年、毎日放送）
- まっつぐ 鎌倉河岸捕物控（2010年4月 -、NHK総合） - 豊島屋清蔵 役 ナレーション兼任
- 月の恋人〜Moon Lovers〜（2010年5月 - 、フジテレビ） - 丸山鉄二 役
- 刑事・鳴沢了〜史上最悪の24時間〜（2010年5月29日、フジテレビ） - 伊崎 役
- 逃亡者 PLAN B 第2話（2010年9月30日、KBS2（韓国）） - ヒロキ 役
- フリーター、家を買う。（2010年10月 - 12月、フジテレビ） - 武誠一 役
- LADY〜最後の犯罪プロファイル〜 第1話（2011年1月7日、TBS） - 岡林重文 役
- 金曜ナイトドラマ バーテンダー（2011年2月04日-4月01日、テレビ朝日） - 加瀬五朗 役
- ドラマW「同期」（2011年2月20日、WOWOW）
- 水戸黄門 第42部 第20話「温泉宿の印籠泥棒! -碓氷峠-」（2011年3月7日、TBS） - 長兵衛（霞の甚八） 役
- BOSS 2ndシーズン 第8話（2011年6月9日、フジテレビ） - 吉野純一郎 役
- フリーター、家を買う。スペシャル（2011年10月4日、フジテレビ） - 武誠一 役
- 牙狼＜GARO＞〜MAKAISENKI〜 第1話（2011年10月6日、テレビ東京） - 阿南英一 役
- 新春スペシャルドラマ もう誘拐なんてしない（2012年1月3日、フジテレビ） - スライダーマン 役
- 都市伝説の女（2012年4月 - 6月、テレビ朝日） - 丹内市生 役
  - 都市伝説の女2（2013年10月 - 11月、テレビ朝日） - 同上
- 金曜ロードSHOW 特別ドラマ企画 家族、貸します 〜ファミリー・コンプレックス〜（2012年7月27日、日本テレビ） - 戸崎龍之介 役
- 正月時代劇 御鑓拝借 〜酔いどれ小籐次留書〜（2013年1月1日、NHK総合） - 主演・赤目小籐次 役[73]
  - BS時代劇 酔いどれ小籐次（2013年6月21日 - 9月13日、NHK BSプレミアム） - 同上
- ホリック〜xxxHOLiC〜（2013年2月24日 - 4月14日、WOWOW） - 医師 役
- 潜入探偵トカゲ 第1話（2013年4月18日、TBS） - 村井俊夫 役
- リアル鬼ごっこ THE ORIGIN 第4話（2013年4月30日、テレビ埼玉他） - サラリーマン 役
- 金曜プレステージ 事件屋稼業（2013年5月17日、フジテレビ） - 五島田正春 役
- 失恋ショコラティエ（2014年1月 - 3月、フジテレビ） - 小動誠 役
- 連続ドラマW（WOWOW）
  - 罪人の嘘 第1話（2014年8月31日） - 梶尾久之 役
  - 海に降る（2015年10月 - 11月） - 陣内公彦 役[74]
- 女はそれを許さない（2014年10月 - 12月、TBS） - 児玉義勝 役
- 黒服物語（2014年10月 - 12月、テレビ朝日） - 斉藤昌弘 役
- 新春ドラマスペシャル 大使閣下の料理人（2015年1月3日、フジテレビ） - 村上信蔵 役
- 赤と黒のゲキジョー（フジテレビ）
  - 上流階級〜富久丸百貨店外商部〜（2015年1月16日） - 邑智崇 役
- ようこそ、わが家へ（2015年4月 - 6月、フジテレビ） - 真瀬博樹 役
- エイジハラスメント（2015年7月 - 9月、テレビ朝日） - 高山徹太郎 役
- プレミアムドラマ「忌野清志郎 トランジスタ・ラジオ 」（2015年5月3日、NHK BSプレミアム） - 校長 役
- 仮面ライダーゴースト（2015年10月 - 2016年9月、テレビ朝日） - 仙人 / イーディス / ダークゴースト 役
- ドラマスペシャル ハッピー・リタイアメント（2015年10月18日、テレビ朝日） - 金尾為太郎 役
- スペシャルドラマ 必殺仕事人2015（2015年11月29日、朝日放送） - 燕天 役
- 彼女が恋した職人さん〜マリーは匠に首ったけ〜[75]（2016年1月6日、テレビ東京） - 轟大二郎 役[76]
- マネーの天使〜あなたのお金、取り戻します!〜（2016年1月 - 3月、読売テレビ・日本テレビ） - 殿村賢一郎 役[77]
- 金曜プレミアム 松本清張スペシャル かげろう絵図（2016年4月8日、フジテレビ） - 脇坂安薫 役[78]
- 最後のレストラン 第1話（2016年4月26日、NHK BSプレミアム） - 織田信長 役（ゲスト出演）
- 昼のセント酒 第11湯（2016年6月18日、テレビ東京） - 社長 役（ゲスト出演）[79]
- NHK終戦企画ドラマ「ラスト・アタック〜引き裂かれた島の記憶」（2016年8月15日、NHK BSプレミアム） - 東江慶栄 役[80]
- 警視庁捜査二課・郷間彩香 特命指揮官（2016年） - 野呂和彦 役
- カインとアベル（2016年11月 - 12月、フジテレビ） - 黒沢幸助 役[81]
- バイプレイヤーズ 〜もしも6人の名脇役がシェアハウスで暮らしたら〜 第6話（2017年2月18日、テレビ東京） - 竹中直人（本人） 役（ゲスト出演）
- 父、ノブナガ （2017年10月7日、TBS） - 織田信長 役
- トットちゃん!（2017年10月 - 12月、テレビ朝日） - 小林宗作 役[82]
- マチ工場のオンナ（2017年11月 - 12月、NHK総合） - 勝俣勉 役
- オーファン・ブラック〜七つの遺伝子〜（2017年12月 - 1月、東海テレビ） - 脇田 役
- 明日への誓い（2018年3月25日、テレビ朝日）[83] - 須藤正孝 役
- 昔話法廷 第9話「ブレーメンの音楽隊」裁判（2018年8月13日、NHK Eテレ） - 武智昌平 役
- 不惑のスクラム（2018年9月 - 10月、NHK総合） - 梅塚英吾 役
- SUITS/スーツ 第7話（2018年11月19日、フジテレビ） - 聖澤敬一郎 役[84]
- 神酒クリニックで乾杯を（2019年1月 - BSテレ東） - 三森大樹 役[85]
- あなたの番です 第1話、14話、20話（2019年4月14日、7月28日、9月8日、日本テレビ） - 床島比呂志 役
  - 劇場版公開記念!「あなたの番です」完全新撮スペシャル!（2021年12月10日、日本テレビ） - 同上
- やじ×きた 元祖・東海道中膝栗毛（2019年4月6日 - 6月22日、BSテレ東） - 十返舎一九 役[86]
- 東京二十三区女「港区の女」（2019年5月3日、WOWOW）[87]
- 盤上の向日葵（2019年9月8日 - 9月29日、NHK BSプレミアム） - 東明重慶 役[88]
- ドラマスペシャル 私刑人〜正義の証明（2020年2月9日、テレビ朝日） - 龍岡泰邦 役[89]
- 陰陽師（2020年3月29日、テレビ朝日） - 蘆屋道満 役[90]
- ざんねんないきもの事典（2020年10月8日 - 2021年3月25日、テレビ東京） - 主演・神様 役[91]
- 極主夫道（2020年10月11日 - 12月13日、読売テレビ・日本テレビ系） - 江口菊次郎 役[92]
  - 極主夫道 爆笑!カチコミSP（2022年5月27日、日本テレビ） - 同上[93]
- 桶狭間 OKEHAZAMA〜織田信長〜（2021年3月26日、フジテレビ） - 堀田道空 役[94]
- 声春っ!（2021年4月29日 - 7月1日、日本テレビ） - 金閣寺炎上 役[95]
- 東京放置食堂 第3話（2021年9月30日、テレビ東京） - 山中正平 役[96]
- ペットドクター花咲万太郎の事件カルテ（2022年3月26日、BS-TBS）[97]
- イケメン共よ メシを喰え（2022年7月10日 - 9月25日、テレビ大阪・BSテレビ東京） - 小路新 役[98]
- 君の花になる（2022年10月18日 - 12月20日、TBS） - トリニティ春日 役[99][100]
- 弁護士ソドム 第5話 - 最終話（2023年6月2日 - 6月16日、テレビ東京） - 五条紀明 役[101]
- 藤子・F・不二雄 SF短編ドラマ『イヤなイヤなイヤな奴』（2023年6月11日、NHK BSプレミアム・NHK BS4K） - 船長ツキシマ 役[102]
- スーパーのカゴの中身が気になる私 第2話（2023年7月30日、中京テレビ） - 赤城昇 役[103][104]
- 恋愛のすゝめ（2023年11月22日 - 1月17日、TBS） - 龍崎豪哲 役 [105]
- 街並み照らすヤツら（2024年4月27日 - 6月29日、日本テレビ） - 白鳥敬文 役[106]
- 家政夫のミタゾノ 第7シーズン 第3話（2025年1月28日、テレビ朝日） - 井口慎二 役[107][108]
- ミッドナイト屋台〜ラ・ボンノォ〜（2025年4月12日 - 6月14日、東海テレビ・フジテレビ） - 方丈輝徳 役[109]
- ダメマネ! -ダメなタレント、マネジメントします- 第1話・最終回（2025年4月20日・6月22日、日本テレビ） - 五味良彦 役[110]
- 夜ドラ あおぞらビール（2025年6月16日 - 、NHK総合） - 湯原 役

### 配信ドラマ
- 野武士のグルメ（2017年3月17日、Netflix） - 主演・香住武 役
- 死神さん 第5話（2021年10月15日、Hulu） - 米村誠司 役[111]
- 山田クソ男の3本ノック（2024年3月20日、FOD） - ザキさん 役[112]
- 僕の愛しい妖怪ガールフレンド（2024年3月22日、Amazon Prime Video）[113]
- トークサバイバー!ラスト・オブ・ラフ（2024年9月3日、Netflix）[114]
- 少女A（2024年9月29日、Amazon Prime Video） - 有重 役[115]
- 飛鳥クリニックは今日も雨（2025年4月17日、Lemino）[116]

### オリジナルビデオ
- スネークマンショー 楽しいテレビ（1984年） 2009年にDVD化
- なにが? making of 竹中直人（1984年）
- 竹中直人の放送禁止テレビ（1985年）
- ギャグアート Yes we're OPEN（1985年）
- 邪願霊（1988年） - ディレクター 役
- 地球防衛少女イコちゃん2 ルンナの秘密（1988年） - トビヤマ隊長 役
  - 地球防衛少女イコちゃん3 大江戸大作戦（1990年） - トビヤマ隊長 役
- ギニーピッグ4 ピーターの悪魔の女医さん（1990年） - 先天性頭脳爆発症家族 役
- ブローバック 真夜中のギャングたち（1990年）
- カルロス（1991年） - 主演・カルロス・シロウ・ヒラタ 役
- 普通の人々（1993年） - 監督、主演
- まどかの探偵物語 1・2（1998年） - まどかのおじいちゃん 役（キャスト紹介は、n.tで表記）

Vシネマ
- ブラックプリンセス 地獄の天使（1990年） - 進藤遼一 役
- 実録・名古屋やくざ戦争 統一への道（2003年） - 三代目山王会直参城田組組長 城田武志 役
- 首領の野望（2008年） - マスター 役
- 修羅の覇道（2011年） - 眞皇会五代目会長 松田源治 役
- 漆黒の男たち（2018年） - ある男 役

### テレビ番組
- 全日本そっくり大賞（1981年8月9日、テレビ東京・素人時代に出演）
- ザ・テレビ演芸（1983年、テレビ朝日・本格的にコメディアンとしてブレイク）
- どんぶり5656（1983年 - 1984年、読売テレビ/関西ローカル）
- なげやり倶楽部（1985年 - 1986年、読売テレビ/関西ローカル）
- 三枝やすし興奮テレビ（1987年、毎日放送）
- 東京イエローページ（1989年 - 1990年、TBS）
- 竹中直人の恋のバカンス（1994年 - 1995年、テレビ朝日）
- 第46回NHK紅白歌合戦（1995年12月31日、NHK総合・ラジオ第1） - 審査員
- デカメロン（1997年、TBS）
- ポンキッキーズ（1993年 - 2001年、フジテレビ） - 人形アニメ「ポストマンパット」声の出演、楽曲参加・イベント出演
- 特命リサーチ200X II（2002年 - 2004年、日本テレビ） - 柏木康一郎 役
- ソロモンの王宮（2004年4月 - 2005年10月、テレビ東京）
- キヤノンスペシャル・光の惑星 5000年の旅（2004年12月、テレビ朝日） - スタジオ司会
- 素敵な小箱（2006年、フジテレビ）
- 竹中直人 P.S.45（2006年、BSフジ）
- 北海道遺産物語（ - 2007年3月、北海道テレビ） - ナレーション
- 探偵Xからの挑戦状!（2009年3月-5月、2009年10月-11月、2011年4月-5月、NHK総合） - 探偵X（ナビゲーター）
- ヨコワリ! 〜同時代対決・歴史バラエティー〜 西太后と天璋院（2010年9月20日、NHK総合） - ナビゲーター
- 竹中直人の大人の笑い（2011年10月 - 、BS日テレ） - 進行
- ノースアメリカ（2011年 - 、アニマルプラネット） - ナレーション
- 絶対に笑ってはいけない熱血教師24時（2012年12月31日、日本テレビ）- GSG学園長 役
- 世界遺産へ！最後の秘境 沖ノ島〜日本を動かした謎の海人族〜（2016年6月11日、テレビ東京） - レポーター
- Dear 忌野清志郎（2023年9月16日、NHK BSプレミアム）[117]

### ラジオ番組
- 体験ラジオAチャンネル・木曜日担当（1983年7月 - 9月、TBSラジオ）
- 竹中直人ハードボイルド・ソーセージ（2001-2007プロ野球オフシーズン、TBSラジオ）
  - 竹中直人〜月夜の蟹〜（TBSラジオ）

### 舞台
- 新劇団協議会「どん底」（1984年・1985年）
- 青年座公演
  - 写楽考（1984年1月） - 主演・伊之（写楽）
  - パラダイス・オブ・ギンザ（1986年） - 主演・清水誠
- ドラマンス作品（1984年）
  - ラジカル・ガジベリビンバ・システム作品（1985年 - 1987年）
- 竹中直人の会
  - 旗揚げ公演「隣の男」（1990年5月）
  - 第2回公演「鉢植を持つ男」（1991年5月）
  - 第3回公演「市ヶ尾の坂〜伝説の虹の三兄弟〜」（1992年9月）
  - 第4回公演「こわれゆく男〜中産階級の然るべき頽廃」（1993年12月）
  - 第5回公演・第9回公演「月光のつヽしみ」（1994年1月・2002年12月）
  - 第6回公演「テレビ・デイズ」（1996年12月）[71]
  - 第7回公演「水の戯れ」（1998年12月）
  - 第8回公演「隠れる女」（2000年12月）
  - 竹中直人の会 改メ 竹中直人の匙かげん1「唐辛子なあいつはダンプカー!」（2004年） - 演出も手掛ける[24]
    - 竹中直人の匙かげん2「そう。」（2006年）
    - 竹中直人の匙かげん3「三人の女」（2008年）
- 蜷川幸雄演出「四谷怪談」（2001年）
- 絵本「おぢさんの小さな旅？」朗読会（2008年4月11日 - 23日、竹中直人展「ぼくとおぢさん」）
- LOVE LETTERS 20th Anniversary Special（2010年6月24日）
- 劇団EXILE W-IMPACT「レッドクリフ 〜愛〜」 - 曹操 役（2011年）
- 竹生企画（竹中直人・生瀬勝久のユニット、作・演出：倉持裕）
  - ヴィラ・グランデ 青山〜返り討ちの日曜日〜（2011年11月 - 12月）　
  - ブロッケンの妖怪（2015年） - 打越 役[118]
  - 火星の二人（2018年4月）
  - マイクロバスと安定（2025年公演予定）[119]
- CBGK Premium Stage リーディングドラマ『Re:』（2012年）
- 直人と倉持の会（作・演出：倉持裕）
  - Vol.1「夜更かしの女たち」（2013年12月）
  - 磁場（2016年12月）
- 妄想歌謡劇「上を下へのジレッタ」（2017年5月） - 有木足 役
- NODA・MAP
  - 第23回公演・第25回公演「Q：A Night At The Kabuki Inspired by A Night At The Opera」（2019年・2022年） - 平清盛 / 平の凡太郎 役[120]
  - 第27回公演「正三角関係」（2024年）[121][122]
- 方南ぐみ企画公演 朗読劇「青空」（2019年・2025年）[123]
- 夜は短し歩けよ乙女（2021年6月） - 李白 役
- 第20回 太宰を聴く 〜太宰治朗読会〜（2021年7月16日）
- マーダーミステリーシアター「演技の代償」Replay（2021年7月18日）
- ミュージカル「のだめカンタービレ」（2023年10月） - フランツ・フォン・シュトレーゼマン 役
  - ミュージカル「のだめカンタービレ」シンフォニックコンサート！（2025年9月公演予定）[124]
- 朗読劇「プラネット・賢治」（2024年1月）
- いきなり本読み！in BOOTCAMP！（2025年）[125]

### 劇場版アニメ
- カッくんカフェ（1984年） - ケンイチ、タコ委員長、ナゾの男 役
- 恐怖のバイオ人間 最終教師（1988年） - 主演・茶羽顔八 役
- 機動警察パトレイバー 2 the Movie（1993年） - 荒川茂樹 役
- お勢登場（1994年） - 語り
- 劇場版ポケットモンスター 結晶塔の帝王 ENTEI（2000年） - エンテイ 役
- イノセンス（2004年） - キム 役
- ストレンヂア 無皇刃譚（2007年） - 祥庵 役[126]
- スカイ・クロラ The Sky Crawlers（2008年） - マスター 役
- 劇場版ONE PIECE
  - ONE PIECE FILM STRONG WORLD（2009年） - 金獅子のシキ 役
  - ONE PIECE FILM GOLD（2016年） - ダブルダウン、ホワイトジャック 役[127]
  - ONE PIECE STAMPEDE（2019年） - タビ、ホロ 役[128][129]
  - ONE PIECE FILM RED（2022年） - ファン ハ 役
- 伏 鉄砲娘の捕物帳（2012年） - 住職 役[130]
- ペンギン・ハイウェイ（2018年） - ハマモトさんの父親 役[131]
- 音楽（2020年） - 大場 役
- 人体のサバイバル!（2020年） - 所長 役[132]
- 君は彼方（2020年） - 殯 役[133]
- デッドデッドデーモンズデデデデデストラクション 後章（2024年） - 侵略者の議長 役[134]

### テレビアニメ
- ちびまる子ちゃん（1999年、フジテレビ）- 電気屋さん 役
- onちゃん夢パワー大冒険!（2003年、北海道テレビ放送） - noちゃん 役
- ONE PIECE（2009年 - 2025年、フジテレビ） - 金獅子のシキ 役
- D4DJ First Mix（2021年、TOKYO MX 他） - 犬寄傳之丞 役
- デジモンゴーストゲーム（2021年 - 2023年、フジテレビ） - ゴーストナビゲーター 役[135]
- ふしぎ駄菓子屋 銭天堂（2021年、NHK Eテレ） - 怪童 役[136]

### OVA
- ホワッツマイケル2（1988年）
- ONE PIECE FILM STRONG WORLD EPISODE:0（2010年） - 金獅子のシキ 役

### 吹き替え
- スピッティング・イメージ・渡る世間にツバぺっぺっ！（1987年）※ソフト版（人形劇）
- バットマンのすべて（1989年） - ナレーション ※オリジナルビデオ（ドキュメンタリー）

#### 実写映画・ドラマ
- ブラックホール（1984年） - B.O.B 役〈スリム・ピケンズ〉※フジテレビ版
- バットマンシリーズ - 主演・ブルース・ウェイン / バットマン 役
  - バットマン フォーエヴァー（1995年） - 〈ヴァル・キルマー〉※ソフト版
  - バットマン & ロビン Mr.フリーズの逆襲（1997年） - 〈ジョージ・クルーニー〉※ソフト版
- T-REX（1996年） - セオドア・レックス 役
- マーベル・シネマティック・ユニバース - ニック・フューリー 役〈サミュエル・L・ジャクソン〉
  - アベンジャーズ（2012年[137]）
  - エージェント・オブ・シールド（2014年）
  - キャプテン・アメリカ/ウィンター・ソルジャー（2014年）
  - アベンジャーズ/エイジ・オブ・ウルトロン（2015年）
  - アベンジャーズ/インフィニティ・ウォー（2018年[138]）
  - キャプテン・マーベル（2019年[139]）
  - スパイダーマン:ファー・フロム・ホーム（2019年[140]）
  - シークレット・インベージョン（2023年[141]）
  - マーベルズ（2023年[142]）

#### アニメ
- アミューズメント・シアター バットマン（1990年） - 青虫怪人ザボア / エレクトロ 役 ※テレビ東京版
- ディック・トレイシー（1991年） - 主演・ディック・トレイシー 役、イッチー 役 ※ソフト版
- ノートルダムの鐘II（2002年） - サルーシュ 役
- アイス・エイジシリーズ - ディエゴ 役
  - アイス・エイジ（2002年）
  - アイス・エイジ2（2006年）
  - アイス・エイジ3/ティラノのおとしもの（2009年）
- シュレックシリーズ - 長靴をはいた猫（プス） 役
  - シュレック2（2004年）
  - シュレック3（2007年）
  - シュレック フォーエバー（2010年）
  - 長ぐつをはいたネコ（2012年） - 主演

### ラジオドラマ
- 押井守シアター ケルベロス鋼鉄の猟犬（ボリス・レシェンスキー）
- TBSラジオドラマスペシャル「ふたご」 - 月島悠介の父親 役（藤崎彩織原作、2018年6月17日、TBSラジオ）[143]

### ゲーム
- DEMENTO（2005年、PS2、カプコン） - シネマティクスディレクター、モーションアクター（リカルド 役）
- 龍が如く 見参!（2008年、PS3、セガ） - 丸目長恵 役
- ONE PIECE - シキ 役
  - ONE PIECE ギガントバトル! 2 新世界（2011年、ニンテンドーDS、バンダイナムコゲームス）
    - ONE PIECE 超グランドバトル! X（2014年、ニンテンドー3DS、バンダイナムコゲームス）

  - ONE PIECE バウンティラッシュ（2022年、iOS、Android、バンダイナムコエンターテインメント）[144]
  - ONE PIECE トレジャークルーズ（2022年、iOS、Android、バンダイナムコエンターテインメント）
- バイナリー ドメイン（2012年、PS3、Xbox 360、セガ） - 天田洋二 役
- 仁王2（2020年、PS4、コーエーテクモゲームス） - 藤吉郎 役[19][145]
- D4DJ Groovy Mix（2021年 - 2024年、iOS、Android、ブシロード） - 犬寄傳之丞 役[146]

### CM
様々な会社のCMに出演しており、内容はコミカルな内容が多く、お笑い芸人時代は自身がモノマネしていた松田優作やブルース・リーのモノマネを前に出したCMが多かった。また、モビットのCMは2000年から現在（2025年）までおよそ25年、久光製薬のCMには1998年から2015年まで18年間出演と、長期CMも二つある。
- 朝日新聞社「朝日新聞」
- 北沢産業「北沢のゆで麺機」（1983年）
- キッコーマン「ガンバレ!玄さん」（1983年 - 1984年） - ナレーション
- リバスター音産（1983年）- ラジオCMナレーション
- リクルート「週刊就職情報」（1983年 - 1984年）
- カネテツ食品（1984年）
- トミー 「ネンドロン」（1984年）
- イチビキ「みそ」（1984年 - 1985年）
- 日本電装「デンソーパーソナル無線機 HALLO CALL」（1984年）
- 宮崎本店「スカイハイ」（1984年）
- 武田薬品工業「タケダ胃腸薬A」（1984年 - 1985年）
- カルビー「ポテトチップス」（1984年 - 1985年）
- 近畿コカ・コーラボトリング「サワーロイヤル」（1985年）
- 富士写真フイルム
  - 写ルンです（1988年）
  - スリムエース（1994年）
- アデランス（1988年 - 1990年）
- メルシャン「スピリッツクラブ」（1992年）
- 日産自動車「セフィーロ」（1994年 - 1995年）
- サントリー「リザーブ友の会」（1994年 - 1995年）
- エヌ・ティ・ティ・ドコモ北海道「デジタルムーバ」（1995年 - 1997年）
- 日本コカ・コーラ
  - リアルゴールド（1995年 - 1996年）
  - ジョージア We Are GEORGIAN（2005年）
- 東洋水産「マルちゃん 麺づくり」（1995年 - 1996年）
- 日本電気「VALUESTAR」（1996年 - 1998年）
- 資生堂「石けんサボンドール」（1996年）
- キリンビール「ビール工場〈生〉」（1996年 - 1997年）
- 大阪ガス（1997年 - 2003年）
- 丸和商事「ニコニコクレジット」（1997年）
- ガリバーインターナショナル→IDOM「ガリバー」（1997年 - 2002年・2022年 - 2023年）
- アサヒコーポレーション「ドライシューズ」（1997年）
- 福岡競艇場（1997年 - 2000年）
- トヨタ自動車「ラウム」（1998年 - 2001年）
- 久光製薬
  - のびのびサロンシップ（1998年 - 2015年）
  - ブテナロックV（1998年 - 2015年）
- SMBCモビット→三井住友カード（2000年 - ）- 小芝風花、夏菜、桃井かおりらと共演
- ジャーディン ワインズ・アンド・スピリッツ「ヘネシー」（2001年）
- タカノフーズ「おかめ納豆 旨味」（2001年 - 2002年）
- 日立マクセル「DVD-DAM」（2003年）
- 明治乳業「プロピオヨーグルトLG21」（2004年）
- 内閣府「ひろがる、NIPPON構造改革」（2006年）
- 東京建物「Brillia」（2006年 - 2008年）
- アサヒビール「クリアアサヒ」（2008年 - 2009年）
- サッポロビール「生ビール 黒ラベル」（2012年 - 2014年）
- 西日本通信電話「フレッツ光」（2014年 - 2015年）
- 新生ホームサービス（2015年 - 2021年）
- jedi Univesal Group Limited「我が天下」（2017年）
- ガンホー・オンライン・エンターテイメント「パズル&ドラゴンズ」（2021年 - 2022年）
- コロナ「ノイルヒート」（2022年 - 2024年）
- 厚生労働省「医師の働き方改革」（2025年 - ）

### ミュージック・クリップ
- スチャダラパー 『スチャダラ30分』（1991年） - ナレーション

### ミュージック・ビデオ
- 日向坂46「どうする?どうする?どうする?」（2021年）[147][148]

### 玩具
- バンダイ おしゃべり使い魔 DXユルセン（2015年、仙人）[149]

### パチスロ
- 竹中直人のパチスロ太閤記（2006年9月、ラスター） - 木下藤吉郎 / 羽柴秀吉 / 豊臣秀吉 役

## 作品

### 映画（作品）
- 無能の人（1991年） - 監督
- 普通の人々（1993年） - 監督
- 119（1994年） - 監督・共同脚本
- 東京日和（1997年） - 監督
- 連弾（2001年） - 監督
- サヨナラCOLOR（2005年） - 監督・共同脚本
- 山形スクリーム（2009年） - 監督
- R-18文学賞 vol.1 自縄自縛の私（2013年） - 監督
- ゾッキ（2021年） - 監督（山田孝之・齊藤工と共同）[150]
- 零落（2023年3月17日） - 監督[151][152]
- MIRRORLIAR FILMS Season5「たてこもり」（2024年5月31日） - 監督[153]

### テレビドラマ（作品）
- ∞ゾッキ シリーズ（2022年4月3日 - 、BSJapanext、Amazon Prime Video） - 監督（山田孝之・齊藤工と共同）[154]

### 音楽活動

#### シングル
|                                 | 発売日                          | タイトル                                 | B面                                                 | 規格                            | 規格品番                        |                                 |
| ポリスター / Casablanca Records | ポリスター / Casablanca Records | ポリスター / Casablanca Records          | ポリスター / Casablanca Records                     | ポリスター / Casablanca Records | ポリスター / Casablanca Records | ポリスター / Casablanca Records |
| ------------------------------- | ------------------------------- | ---------------------------------------- | --------------------------------------------------- | ------------------------------- | ------------------------------- | ------------------------------- |
| 1st                             | 1984年5月25日                   | レスラー                                 | 齢のすぎゆくままに (As age goes by)                 | EP                              | 7P-101                          |                                 |
| 2nd                             | 1985年4月25日                   | 24,000回のタカシ 〜After 24,000th Kiss〜 | イースト・リバー・ブルース 〜EAST RIVER OLD BLUES〜 | EP                              | 7P-116                          |                                 |
| ポニーキャニオン                |                                 |                                          |                                                     |                                 |                                 |                                 |
| 3rd                             | 1994年10月1日                   | ポストマンパットのうた                   | ポストマンパットのうた〈カラオケ〉                  | 8cmCD                           | PCDG-00063                      |                                 |
| 3rd                             | 1994年10月1日                   | ポストマンパットのうた                   | ポストマンパットのうた〈カラオケ〉                  | CT                              | PCSG-00037                      |                                 |
| アゲント・コンシピオ            |                                 |                                          |                                                     |                                 |                                 |                                 |
| 4th                             | 1995年5月1日                    | ドクトクくん                             | おぼえてること                                      | 8cmCD                           | COCDS-9305                      |                                 |
| イーストウエスト・ジャパン      |                                 |                                          |                                                     |                                 |                                 |                                 |
| 5th                             | 1997年10月25日                  | 君に星が降る                             | 君に星が降る (口笛ヴァージョン)                     | 8cmCD                           | AMDM-6215                       |                                 |
| 6th                             | 1998年9月1日                    | 日曜日の食事                             | 日曜日の食事 (マーチ・バージョン)                   | 8cmCD                           | AMDM-6255                       |                                 |

#### オリジナル・アルバム
|                                 | 発売日           | タイトル               | 規格                | 規格品番         |                  |                  |
| アルファレコード                | アルファレコード | アルファレコード       | アルファレコード    | アルファレコード | アルファレコード | アルファレコード |
| ------------------------------- | ---------------- | ---------------------- | ------------------- | ---------------- | ---------------- | ---------------- |
| 1st                             | 1984年9月25日    | かわったかたちのいし   | LP                  | ALR-28062        |                  |                  |
| 1st                             | 1984年9月25日    | かわったかたちのいし   | CT                  | ALC-28057        |                  |                  |
| ポリスター / Casablanca Records |                  |                        |                     |                  |                  |                  |
| 2nd                             | 1985年5月25日    | 24HOURS                | LP                  | 28P-82           |                  |                  |
| 2nd                             | 2003年2月26日    | 24HOURS+レスラー       | CD                  | PSCR-6110        |                  |                  |
| アゲント・コンシピオ            |                  |                        |                     |                  |                  |                  |
| 3rd                             | 1996年10月18日   | イレイザーヘッド       | CD                  | AGCA-10001       |                  |                  |
| 4th                             | 1996年10月18日   | MERCI BOKU             | CD                  | AGCA-10002       |                  |                  |
| イーストウエスト・ジャパン      |                  |                        |                     |                  |                  |                  |
| 5th                             | 1997年11月25日   | Siesta?                | CD                  | AMCM-4343        |                  |                  |
| ビクターエンタテインメント      |                  |                        |                     |                  |                  |                  |
| 6th                             | 2011年7月20日    | 竹中直人のオレンジ気分 | CD+DVD (初回限定盤) | VIZL-424         |                  |                  |
| 6th                             | 2011年7月20日    | 竹中直人のオレンジ気分 | CD (通常盤)         | VICL-63764       |                  |                  |
| COME TRUE RECORDS               |                  |                        |                     |                  |                  |                  |
| 7th                             | 2017年4月19日    | ママとカントリービール | CD+DVD (初回限定盤) | CTR-17041        |                  |                  |
| 7th                             | 2017年4月19日    | ママとカントリービール | CD (通常盤)         | CTR-17042        |                  |                  |

#### カバー・アルバム
| 1st | 1987年8月21日 | 竹中直人の君といつまでも | LP | RWX-2/3 |
| 1st | 1987年8月21日 | 竹中直人の君といつまでも | CD | RWD-3   |

#### ライブ・アルバム
| 1st | 1996年10月18日 | MERCI BOKU,UNPEU BOKU〜LIVE IN JAPAN | CD | AGCA-10003 |

#### 参加作品
| 発売日         | 商品名                     | 歌                                           | 楽曲 | 備考 |
| -------------- | -------------------------- | -------------------------------------------- | --- | --- |
| 1995年6月21日  | GRAND PRIX                 | 東京スカパラダイスオーケストラ               | 「PIT#1」                                                                                               | |
| 1995年6月21日  | GRAND PRIX                 | 東京スカパラダイスオーケストラ               | 「Skung-fu Man '95」                                                                                    | |
| 1997年4月25日  | デカメロン                 | 竹中直人 with 東京スカパラダイスオーケストラ | 「デカメロン」                                                                                          | TBS系『デカメロン』オープニングテーマ                                                                                          |
| 1997年4月25日  | デカメロン                 | 竹中直人 with 東京スカパラダイスオーケストラ | 「海、山、恋だ若大将!!（加山雄三メドレー*美しいヴィーナス〜小さな恋人〜君の瞳の青空〜ブライトホーン）」 | |
| 2000年11月22日 | 口笛とウクレレ             | 関口和之 featuring 竹中直人                  | 「BITTERSWEET SAMBA」                                                                                   | |
| 2000年11月22日 | 口笛とウクレレ             | 関口和之 featuring 竹中直人                  | 「雨にぬれても」                                                                                        | |
| 2000年11月22日 | 口笛とウクレレ             | 関口和之 featuring 竹中直人                  | 「MOON RIVER」                                                                                          | |
| 2000年11月22日 | 口笛とウクレレ             | 関口和之 featuring 竹中直人                  | 「LOVE」                                                                                                | |
| 2000年11月22日 | 口笛とウクレレ             | 関口和之 featuring 竹中直人                  | 「私の青空」                                                                                            | |
| 2000年11月22日 | 口笛とウクレレ             | 関口和之 featuring 竹中直人                  | 「慕情」                                                                                                | |
| 2004年12月10日 | 唐辛子なあいつはバンドマン | MEN'S 5                                      | 「そっちの方がスゲェー!!」                                                                              | メインボーカルとして参加。 |
| 2004年12月10日 | 唐辛子なあいつはバンドマン | MEN'S 5                                      | 「俺は唐辛子」                                                                                          | メインボーカルとして参加。 |
| 2006年5月31日  | 友情のエール               | YELL FROM NIPPON                             | 「友情のエール」                                                                                        | |
| 2006年7月5日   | 今夜はブギー・バック       | 竹中直人&ワタナベイビー                      | 「今夜はブギー・バック」                                                                                | 映画『男はソレを我慢できない』主題歌                                                                                           |
| 2008年4月23日  | 口笛とウクレレ2            | 関口和之 featuring 竹中直人、分山貴美子      | 「アズ・ティアーズ・ゴー・バイ〜overture〜」                                                            | |
| 2008年4月23日  | 口笛とウクレレ2            | 関口和之 featuring 竹中直人、分山貴美子      | 「ヴィーナス」                                                                                          | |
| 2008年4月23日  | 口笛とウクレレ2            | 関口和之 featuring 竹中直人、分山貴美子      | 「幸せの黄色いリボン」                                                                                  | |
| 2008年4月23日  | 口笛とウクレレ2            | 関口和之 featuring 竹中直人、分山貴美子      | 「夏の日の恋」                                                                                          | |
| 2008年4月23日  | 口笛とウクレレ2            | 関口和之 featuring 竹中直人、分山貴美子      | 「ぼくの伯父さん」                                                                                      | |
| 2008年4月23日  | 口笛とウクレレ2            | 関口和之 featuring 竹中直人、分山貴美子      | 「蘇州夜曲」                                                                                            | |
| 2008年4月23日  | 口笛とウクレレ2            | 関口和之 featuring 竹中直人、分山貴美子      | 「カーマは気まぐれ」                                                                                    | |
| 2008年4月23日  | 口笛とウクレレ2            | 関口和之 featuring 竹中直人、分山貴美子      | 「アズ・ティアーズ・ゴー・バイ」                                                                        | |
| 2008年4月23日  | 口笛とウクレレ2            | 関口和之 featuring 竹中直人、分山貴美子      | 「La Mer」                                                                                              | |
| 2016年9月21日  | 再建設的                   | いとうせいこう & リビルダーズ                | 「恋のマラカニアン」                                                                                    | - いとうせいこう & Tinnie Punx 名義で発表されたアルバム『建設的』のトリビュート・アルバム - Sandiiとともにボーカルとして参加。 |

#### タイアップ
| 曲名                   | タイアップ                                                 | 収録作品                           |
| ---------------------- | ---------------------------------------------------------- | ---------------------------------- |
| 恋のバカンス           | テレビ朝日系『竹中直人の恋のバカンス』オープニング・テーマ | アルバム『かわったかたちのいし』   |
| ポストマンパットのうた | フジテレビ系『ポンキッキーズ』メロディ                     | シングル「ポストマンパットのうた」 |
| 君に星が降る           | TBS系 金曜9時ドラマ『恋のためらい』主題歌                  | シングル「君に星が降る」           |
| 日曜日の食事           | フジテレビ ポンキッキーズ メロディ                         | シングル「日曜日の食事」           |

## 著書

### 単著
- 『少々おむづかりのご様子』角川書店（1993年）、角川文庫（1996年）
- 『朱に交わればしゅらしゅしゅしゅ』扶桑社（1994年）
- 『月夜の蟹』角川書店（2000年）、改題『直人の素敵な小箱』角川文庫（2003年）
- 『おぢさんの小さな旅?』講談社（絵本）、2006年
- 『役者は下手なほうがいい』NHK出版新書、2016年

### 共著編
- 『芸の無原理』朝日出版社、1985年6月 - ねじめ正一との共著
- 『『無能の人』のススメ』青林堂（編集担当、1991年12月）
- 『映画日和』マガジンハウス（岩松了との共著、1997年10月）
- 『ビデオ見るの?』みやじまのり・矢沢幸治共著 Ian-bakan出版 2001年10月
- 『竹中直人　フィルムメーカーズ15：キネ旬ムック』忌野清志郎責任編集（キネマ旬報社、2001年5月）
- 『総特集 竹中直人－“無能”でありつづけること』河出書房新社〈KAWADE夢ムック〉 2018年2月